# Cirugía (Chéjov)
Para otras definiciones véase Cirugía
Cirugía, o La cirugía, (Хирургия / Jirurgia) es un relato del escritor ruso Antón Chéjov. Fue publicado por primera vez (con el subtítulo Escenita), en 1884, en el nº 32 de la revista Oskolki. El autor lo firmó como "A. Chejonté".

## Argumento
El practicante Serguei Kuzmich Kuriatin sustituye al doctor titular de un hospital del Zemstvo, que está ausente porque se va a casar. En la sala de visitas entra el sacristán Efim Mijéich Vonmiglásov, que a falta de icono se persigna ante una bombona con ácido fénico; saca luego un trozo de pan bendito y lo coloca ante Kuriatin. A continuación expone el motivo de su visita: un dolor horrible en una muela.
El practicante, entre las muelas amarillas, observa una con un agujero. El sacristán expone algunos consejos que ha recibido: aplicarse vodka con rábano, llevar un hilo atado al brazo y hacer buches de leche tibia. Menos esta última («temo a Dios, estamos en Cuaresma»), ha probado con las otras, sin resultados positivos. «Hay que extraerla», concluye Kuriatin.
Toma un pie de cabra, lo mira, luego lo deja y coge unos fórceps. «Es cosa de un momento... Tendré que hacerle una incisión en la encía... efectuar la tracción según el eje vertical... y eso es todo...», le dice al paciente. Pero la cosa se complica. «¡Ángeles del cielo! ¡Ay, ay! ¡Pero tira ya, tira! ¿Te vas a pasar cinco años para arrancarla?», se queja Vonmiglásov, que se retuerce en la silla. Los fórceps se escurren de la muela, que permanece en su sitio. «¡Si no sabes sacar muelas, no te metas a hacerlo!», le reprocha al practicante, quien le echa la culpa por moverse tanto. Tras llamarse mutuamente imbécil, vuelven a intentarlo.
La muela se rompe con un crujido. Vonmiglásov casi se desmaya. «Diablo sarnoso...», gruñe tras recobrar algo de ánimos. El practicante lo llama ignorante y gallina. El sacristán coge el pan bendito de la mesa y, con la mano en la mejilla, se va por donde había venido...